# Gerard de Dönhoff
Gerard de Dönhoff (en alemany Gerhard von Dönhoff i en polonès Gerard Denhoff) va néixer a Strazde (Letònia) el 1554 i va morir el 1602 a la ciutat estoniana de Tartu. Era un noble de la Confederació de Polònia i Lituània, fill de Herman de Dönhoff (1520-1570) i d'Anna de Joden (1521-1586). Era senyor de Kotz, a Alemanya i stadhouder de Lihula i d'Haapsalu, a Estònia.

## Matrimoni i fills
El 1580 es va casar amb Margarida de Sweilfeln (1560-1622), filla de Gerlach de Sweilfeln (1520-1566) i de Judit de Schierstadt. El matrimoni va tenir cinc fills:
- Ernest Magnus (1581-1642), casat amb la comtessa Caterina de Dohna-Lauck (1606-1659).
- Anna (1585-1639)
- Gaspar (1587-1645), casat amb Alexandra Koniecpolska (1590-1651).
- Gerard (1590-1648), casat primer amb Caterina Sofia Opalińska (1596-1635) i després amb Sibil·la Margarida de Brieg (1620-1657)
- Herman (1591-1620)